# Eupelmus chauceri
Eupelmus chauceri är en stekelart som beskrevs av Girault 1915. Eupelmus chauceri ingår i släktet Eupelmus och familjen hoppglanssteklar. Inga underarter finns listade i Catalogue of Life.